# Ромуальд Гутт

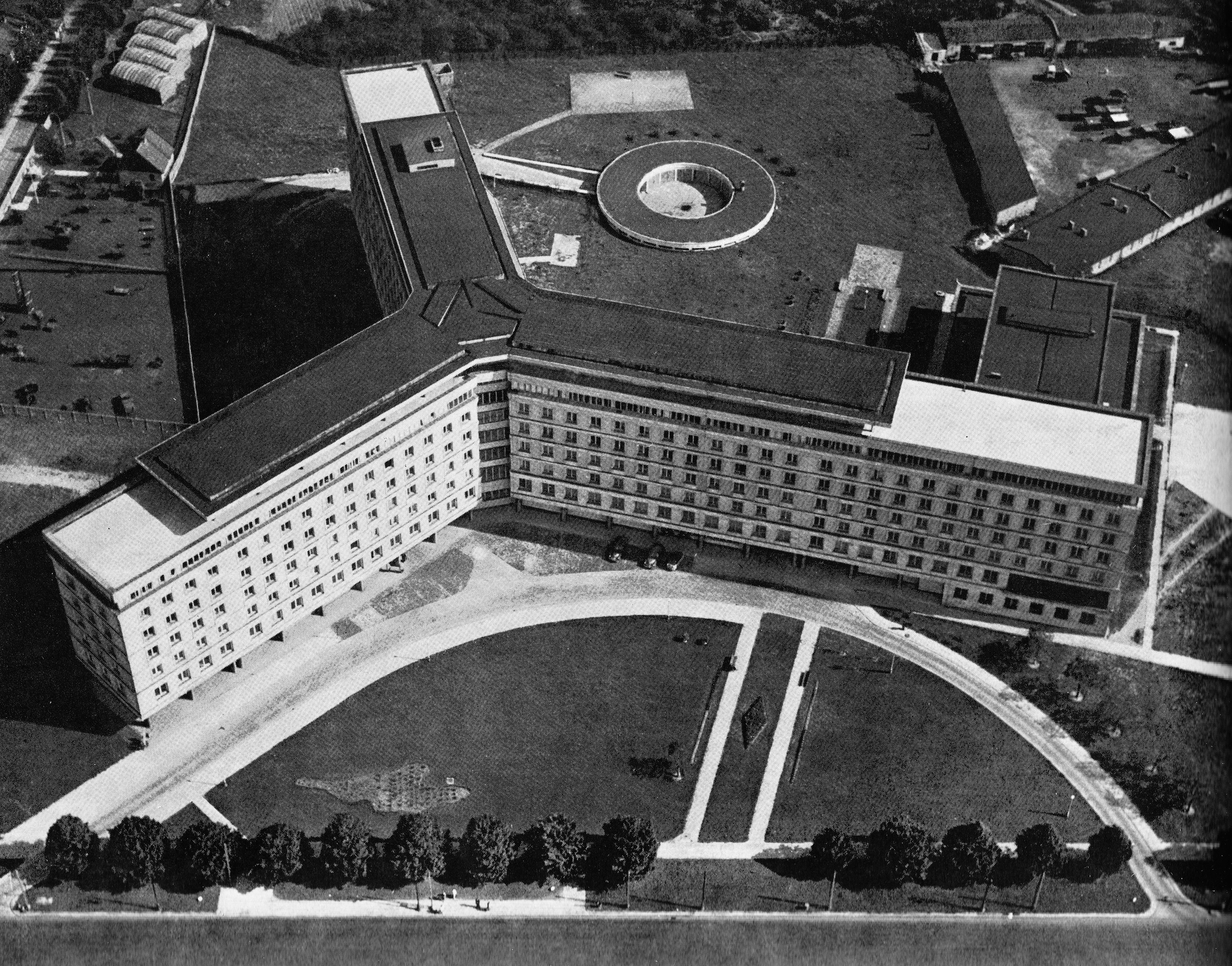
Дім Головного статистичного управління на алеї Незалежності, 208 у Варшаві

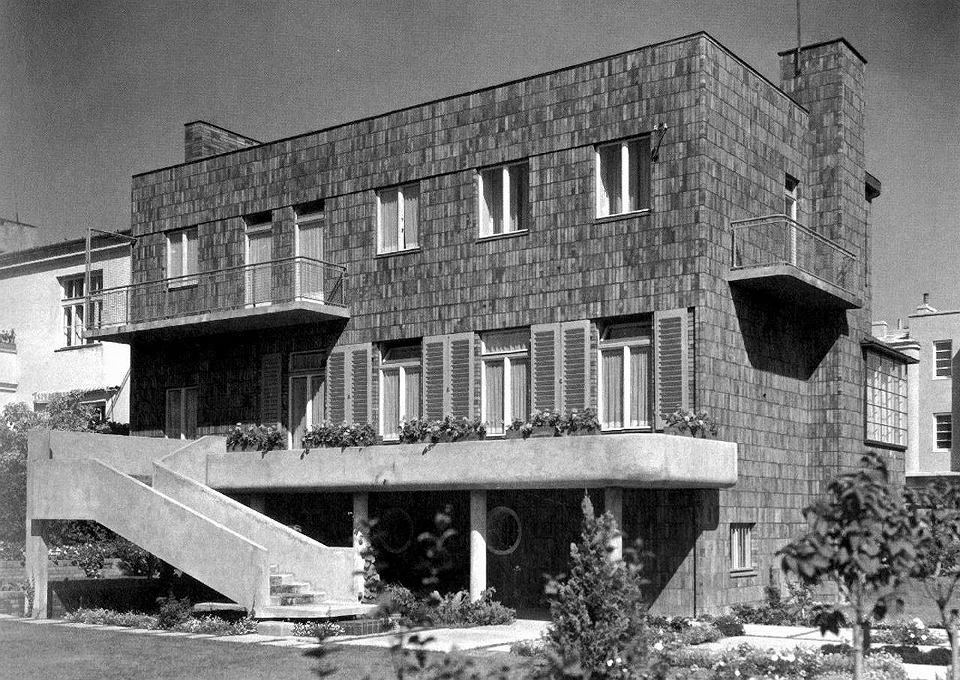
Вілла на вулиці Келецькій, 33а у Варшаві

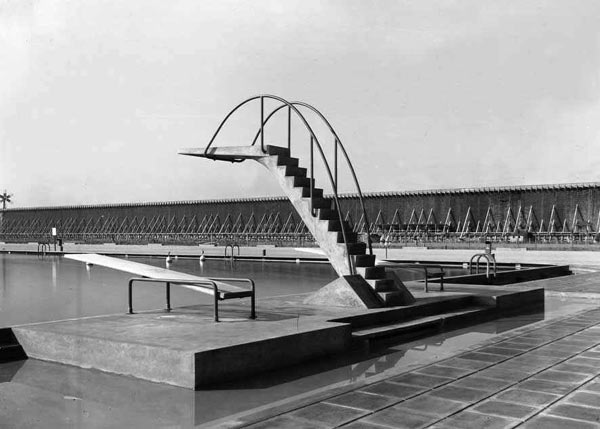
Басейн у Цехоцинку, 1931—1932

Ромуальд Гутт (пол. Romuald Gutt, 6 лютого 1888, Варшава — 3 вересня 1974, там само) — польський архітектор, педагог.

## Біографія
Відвідував середню школу в Цюриху. Навчався в Технічній школі у Вінтертурі, а також у 1905—1908 роках у швейцарській Школі мистецтва в Цюриху. 1909 року розпочав практику в архітектурній майстерні Чеслава Пшибильського. Викладав технічний рисунок у ремісничих школах. Спільно з Рудольфом Сверчинським організував приватне проєктне бюро, де було виконано низку проєктів. Спільно з Францішеком Кшивдою-Польковським 1915 року заснував у Варшаві Колегію оздоблювальних мистецтв. Там протягом першої світової війни викладав композицію архітектури інтер'єрів. Навчався у Краківській школі мистецтв. Кілька років був викладачем на факультеті садівництва Головної школи сільського господарства у Варшаві. 1929 року став одним із засновників Польського товариства житлової реформи. 26 квітня 1929 року обраний до складу правління товариства скарбником. 1938 року іменований професором надзвичайним архітектури інтер'єрів Академії мистецтв у Варшаві. У листопаді 1944 року виїхав до Любліна, де організував люблінський відділ архітектурного факультету Варшавської політехніки. Від осені 1945 року до 1961-го викладав на факультеті архітектури Варшавської політехніки. Зокрема 1946 року іменований професором звичайним політехніки. У 1946/47 академічному році був деканом факультету.
Входив до складу журі (секретар) першого конкурсу типових проєктів невеликих приватних будинків, організованого 1933 року варшавським Банком крайового господарства. Належав до Товариства урбаністів польських. У 1938—1947 був президентом товариства. Під час війни працював в Майстерні урбаністичній Управління міста Варшави. Від 1952 року член ПАН. 1966 року відзначений Почесною нагородою Спілки архітекторів Республіки Польща із формулюванням «за видатні заслуги в розвитку сучасної архітектури Польщі».
Помер 3 вересня 1974 у Варшаві. Був одружений з Генрикою Курнатовською. Родина проживала у Варшаві на вулиці Вронського, 5. Іменем Гутта названо одну з вулиць Варшави в місцевості Урсинув.
Ранні проєкти Гутта створені у т. зв. «дворковому стилі». Пізніше перейшов до функціональної архітектури. Паралельно з радикально функціональними тогочасними пошуками Юзефа Шанайци, Богдана Лахерта та інших, роботи Гутта представляють поміркований функціоналізм із характерною простотою і класичним спокоєм.

## Роботи
- Проєкт сільської школи. Експонувався на п'ятій виставці Товариства заохочення красних мистецтв у Варшаві у грудні 1908 — січні 1909.[8]
- Проєкт польського павільйону для ювілейної міжнародної виставки в Римі 1910 року. Здобув перше місце на відбірковому конкурсі. Не був реалізований, оскільки римські організатори відмовились ставити на виставці польській павільйон.[9]
- Проєкт житлового однородинного будинку з оточенням. Розрахований для виставки. Здобув перше місце на конкурсі Делегації архітекторів польських і Комітету виставки 1911 року. На виставці експонувався макет.[10]
- Конкурсний проєкт маєтку в Неговичі. 1913 рік, співавтор Рудольф Сверчинський. Друге місце. Журі відзначило оригінальний план, вдале розміщення головної сходової клітки, гарні, дещо архаїзуючі фасади.[11]
- Маєтки в Брудзеві, Кракові (1910—1914).
- Проєкт дерев'яної двокімнатної сільської хати. Здобув перше місце на конкурсі Громадського комітету і Кола архітекторів у Варшаві 1916 року. Співавтор Рудольф Сверчинський.[12]
- План регуляції дільниці Повіслє у Варшаві від схилів цитаделі до вулиці Черняковської. Здобув перше місце на конкурсі 1916 року. Не був реалізований. Співавтор Францішек Кшивда-Польковський.[13]
- Проєкт військового цвинтаря, створений на спільний конкурс товариства «Польське ужиткове мистецтво» і Краківського технічно-промислового музею. Здобув перше місце. Проєкт типового надгробка отримав додаткову нагороду від ще одного співорганізатора конкурсу — Спілки товариств охорони краси краю. Роботи опубліковано в каталозі 1916 року.[14]
- Відзнака на конкурсі проєктів «Великого Каліша». 1916 рік, співавтор Францішек Кшивда-Польковський.[6]
- Дві відзнаки на конкурсі проєктів ремізи пожежної частини. 1916 рік, співавтор Францішек Кшивда-Польковський.[6]
- Дві відзнаки на конкурсі проєктів каплички в селі Остроленка. 1917 рік, співавтор Францішек Кшивда-Польковський.[6]
- План регуляції ділянки в місцевості Повіслє між вулицями Новий Світ, Вєйською, Тамка, Ординацькою, Вілянувською, Шарою у Варшаві. Призначений для раціонального розпланування під спорудження прибуткових будинків. Здобув друге місце на конкурсі 1918 року. Співавтори Едвард Ебер, Францішек Кшивда-Польковський.[13]
- Костел у Лишковіцах (1919).[15]
- Стадіон у Скаришевському парку у Варшаві (1918—1920).
- Офіцерський готель і житлові будинки в місцевості Жолібож, т. зв. «офіцерський» (1922—1924).
- Житлові будинки колонії «Жолібож уженднічи» у Варшаві (1922—1925).[7]
- Конкурсний проєкт кафедрального костелу і будинків курії в Катовицях. Здобув одне трьох II місць на конкурсі у квітні 1925 року.[16]
- Проєкт комплексу житлових будинків кооперативу «Jedność» на розі вулиць Фільтрової і Сухої у Варшаві. Створений для закритого конкурсу 1925 року, де здобув третє місце.[17]
- Дерев'яний костел у Цумані (1919—1925).[15]
- Конкурсний проєкт будинку державної учительської семінарії у Пщині (1925). Не здобув нагород, але був придбаний журі.[18]
- Проєкт Народного дому в Лодзі, створений для конкурсу 1926 року. Співавтор Станіслав Бардзький. Здобув одну з двох четвертих відзнак. Співавтор Александер Ранецький.[19]
- Конкурсний проєкт костелу Провидіння в Білостоку (не пізніше 1927).[20]
- Власний дім у Варшаві на вулиці Гене-Вронського (1926—1928).[3]
- Дім Школи медсестер у Варшаві на вулиці Кошиковій, 78, на розі з вулицею Халубінського (1928).[7]
- Парафіяльний костел Діви Марії Королеви Польщі в селі Велика Рогозниця Мостовського району, Білорусі. Збудований із ламаного каменю у простих модерністичних формах, однонавний із пресбітерієм, захристям, і прибудованою вежею. Проєкт 1926 року, реалізований до 1928. Ромуальд Гутт розробив також проєкти внутрішнього оздоблення, з яких реалізовано, ймовірно, лише вівтар (тепер втрачений). Храм зберігся у дещо зміненому вигляді після перебудови 1990 року.[15]
- Конкурсний проєкт робітничих осель для місцевості Полесє Константиновське в Лодзі. Не здобув нагород, але був придбаний журі. Проєкт для місцевості Нове Рокіче здобув перше місце. 1928 рік, співавтор Юзеф Янковський. У квітні того ж року роботи експонувались на виставці конкурсних проєктів у гімназії ім. Пілсудського на вул. Сенкевича, 46.[21]
- Дім для підофіцерів на вулиці Рафала Краєвського у Варшаві (1931—1932, співавтор Юзеф Янковський).[22]
- Дім для підофіцерів на вулиці Вісньовій у Варшаві (1931—1932, співавтор Юзеф Янковський)[22].
- Термальний басейн у Цехоцинку. Планувався як осередок майбутнього «парку здоров'я». Збудований у 1931—1932 роках. Співавтор інженер Александер Шньоліс.[23]
- Два проєкти невеликих дешевих приватних будинків. Експонувались 1932 року на виставці «Tani Dom Własny» у Варшаві, в місцевості Бєляни. Співавтор Юзеф Янковський.[24]
- Будинок Фонду військового квартирування на вулиці Кошиковій у Варшаві, призначений для офіцерів (1931–1933, співавтор Юзеф Янковський).[25]
- Ескізний проєкт будинку Фонду військового квартирування на вулиці Краківське передмістя, 11 у Варшаві. Призначений для закритого конкурсу 1933 року. Співавтор Юзеф Янковський.[26]
- Басейн у Варшаві в дільниці Рембертув. Проєкт 1933 року, співавтор Александер Шньоліс.[27]
- Державна жіноча професійна школа у Варшаві на вулиці Гурношльонській, на розі з вулицею Розбрат. Споруджена під керівництвом автора.[28]
- Дім Школи політичних наук на вулиці Вавельській, 56 у Варшаві (1933).[29]
- Будинок пошти в Цехоцинку (1935).[1]
- Школа на вулиці Пражмовського у Вільнюсі (1939).[30]
- Дім Головного статистичного управління у Варшаві. Мешканці Варшави прозвали дім «Вітряком».[31]
- Перебудова Національного театру (1954).[1]
- Будинки китайського посольства у Варшаві (1956—1959).
- Конкурсний проєкт санаторію в Цехоцинку. Відзначений.[1]
- Конкурсний проєкт санаторію у Криниці.[1]
- Реставрація даху та інтер'єрів палацу в Неборові.[1]
- Реставрація палацу в Целесниці.[1]
- Співпраця зі скульпторами у проєктуванні пам'ятників. Зокрема після другої світової війни став співавтором пам'ятника Шопенові у Варшаві, пам'ятника в Освенцімі.[1]
- Розпланування теренів і озеленення копця Пілсудського на пагорбі Совінець у Кракові. Співавтор Аліна Шольц.[32]
- Будинок і парк посольства Китаю у Варшаві. Співавтори Аліна Шольц і Тадеуш Зелінський.[32]
- Проєкт саду при будинку посольства Польщі у Пхеньяні. Співавтори Аліна Шольц, Тадеуш Зелінський, В. Новак.[32]
- Нереалізований проєкт костелу для місцевості Єльонки у Варшаві.[15]
- Нереалізований проєкт костелу в Зоф'ювці.[15]